# Lãnh tụ Tối cao Iran
Lãnh tụ Tối cao Iran (tiếng Ba Tư: رهبر ایران, rahbar-e iran), còn được gọi Lãnh tụ Tối cao Hồi giáo Cách mạng (رهبر معظم انقلاب اسلامی, rahbar-e mo'azzam-e enghelab-e eslami), Đại giáo chủ Iran, chính thức ở Iran, được gọi Lãnh tụ Tối cao Uy quyền (tiếng Ba Tư: مقام معظم رهبری), là người có quyền lực cao nhất trong chính trị và tôn giáo của Cộng hòa Hồi giáo Iran.
Chức vụ được thành lập bởi Hiến pháp Cộng hòa Hồi giáo Iran theo khái niệm của Giám hộ Pháp học Hồi giáo. Theo Hiến pháp, quyền lực của chính quyền Cộng hòa Hồi giáo Iran được trao cho các cơ quan lập pháp, tư pháp và hành pháp, hoạt động dưới sự giám sát của Giám hộ Tuyệt đối và Lãnh đạo Ummah (tiếng Ba Tư: ولایت مطلقه امر و امامت امت) đề cập đến Lãnh tụ Tối cao. Danh hiệu Lãnh tụ "Tối cao" (Persian: رهبر معظم, rahbar-e mo'azzam) thường được sử dụng như kính ngữ; tuy nhiên, thuật ngữ không được ghi trong Hiến pháp, mà chỉ được gọi đơn giản là "Lãnh tụ" (rahbar; رهبر).
Lãnh tụ Tối cao có quyền lực cao hơn Tổng thống Iran và bổ nhiệm người đứng đầu nhiều chức vụ quyền lực trong quân đội, chính phủ dân sự và tư pháp. Theo Hiến pháp Iran, Lãnh tụ Tối cao phải là Marja'-e taqlid, phẩm hạng cao nhất trong tăng lữ và cơ quan luật tôn giáo trong Usuli 12 Imam Hồi giáo Shia. Tuy nhiên, trong năm 1989, hiến pháp tu chính lãnh tụ Hồi giáo chỉ cần phẩm hạng "uyên bác", tức là, các nhà lãnh đạo có thể là một giáo sĩ cấp thấp hơn.
Trong lịch sử, Cộng hòa Hồi giáo có 2 Lãnh tụ Tối cao: Ruhollah Khomeini, nắm quyền từ năm 1979 tới khi qua đời 1989, và Ali Khamenei, đang nắm chức vụ sau khi Khomeini qua đời.
Theo lý thuyết, Lãnh tụ Tối cao bổ nhiệm và giám sát Hội đồng Thông thái. Tất cả các ứng viên vào Hội đồng Thông thái, Tổng thống và Majlis (Quốc hội), được lựa chọn bởi Hội đồng Giám hộ, mà các thành viên được lựa chọn bởi Lãnh tụ Tối cao của Iran. Như vậy, Hội đồng chưa bao giờ đã chất vấn Lãnh tụ Tối cao. Đã có trường hợp khi Lãnh tụ Tối cao đương nhiệm Ali Khamenei đã công khai chỉ trích thành viên của Hội đồng Thông thái, dẫn đến vụ bắt giữ và truất quyền. Chẳng hạn như, Khamenei công khai gọi thành viên của Hội đồng Thông thái Ahmad Azari Qomi là kẻ phản bội, dẫn đến bắt giữ của Ahmad Azari Qomi và sau cùng truất quyền từ Hội đồng Thông thái. Cũng có đã được những trường hợp mà Hội đồng Giám hộ đảo ngược lệnh cấm, đặc biệt là sau khi nhận lệnh phải làm điều đó bởi Khamenei. Lãnh tụ Tối cao ban hành các nghị định và đưa ra quyết định cuối cùng về kinh tế, môi trường và mọi thứ khác. Bất kỳ tuyên bố chiến tranh hay hòa bình phải được sự thông qua bởi Lãnh tụ Tối cao cùng với 2/3 tổng số thành viên Quốc hội.

## Ủy nhiệm và tình trạng
Lãnh tụ Tối cao Iran được bầu bởi Hội đồng Thông thái (tiếng Ba Tư: مجلس خبرگان, Majles-e Khobregan), chịu trách nhiệm giám sát Lãnh tụ Tối cao và khẳng định trong thời hạn 8 năm không quy định số lượng nhiệm kỳ.
Lãnh tụ Tối cao là Tổng tư lệnh của các lực lượng vũ trang và người đứng đầu tam quyền phân lập (Tư pháp, Lập pháp và Hành pháp).
Lãnh tụ Tối cao bổ nhiệm (hoặc thi hành) và giám sát các cơ quan sau đây:
- Nhậm chức Tổng thống và cũng có thể cùng với 2/3 của Quốc hội buộc tội Tổng thống
- Chánh án trưởng (đứng đầu ngành Tư pháp (tiếng Ba Tư: قوه قضائیه) thường là thành viên Hội đồng Thông thái) với nhiệm kỳ 8 năm
- Thành viên Hội đồng Lợi ích Quốc gia với nhiệm kỳ 5 năm
- 6 trong 12 thành viên Hội đồng Giám hộ từ các thành viên Hội đồng Thông thái và 6 được chọn bởi Nghị viện
- Đứng đầu Đài truyền thông và phát thanh Quốc gia IRIB với nhiệm kỳ 8 năm
- Đứng đầu Quỹ Thương binh và Liệt sĩ
- Các Imams của Jumu'ah mỗi tỉnh (với sự tham vấn của tất cả Marja') với nhiệm kỳ trọn đời
- Lực lượng Vũ trang Cộng hòa Hồi giáo Iran
  - Bộ Tư lệnh Lực lượng Vũ trang Cộng hòa Hồi giáo Iran
  - Bộ Tư lệnh Lục quân Cộng hòa Hồi giáo Iran
  - Bộ Tư lệnh Hải quân Cộng hòa Hồi giáo Iran
  - Bộ Tư lệnh Không quân Cộng hòa Hồi giáo Iran
  - Bộ Tư lệnh Lực lượng Phòng không Cộng hòa Hồi giáo Iran
- Vệ binh Cách mạng Hồi giáo Iran (IRGC)
  - Bộ Tư lệnh IRGC
  - Bộ Tư lệnh Lục quân IRGC
  - Bộ Tư lệnh Hải quân IRGC
  - Bộ Tư lệnh Lực lượng Hàng không vũ trụ IRGC
  - Bộ Tư lệnh Lực lượng Quds
  - Bộ Tư lệnh Tổ chức Basij
- Bộ Tư lệnh Thực thi Pháp luật Cộng hòa Hồi giáo Iran
- Đứng đầu đơn vị Tình báo phản công
- Đứng đầu đơn vị Tình báo

Bất kỳ tuyên bố chiến tranh hay hòa bình phải được sự thông qua bởi Lãnh tụ Tối cao cùng với 2/3 tổng số thành viên Quốc hội.

## Danh sách Lãnh tụ Tối cao
| Thứ tự | Nhiệm kỳ                               | Chân dung | Tên phiên âm · Ba Tư · Chữ ký                         | Tuổi đời                                           | Nơi sinh                          | Chính đảng | Chính đảng                  | Ghi chú                                                           |
| ------ | -------------------------------------- | --------- | ----------------------------------------------------- | -------------------------------------------------- | --------------------------------- | ---------- | --------------------------- | ----------------------------------------------------------------- |
| 1      | 3/12/1979 – 3/6/1989 (9 năm, 182 ngày) |           | Đại Giáo sĩ Sayyid Ruhollah Khomeini سیدروح‌الله خمینی | 22 tháng 9 năm 1902 – 3 tháng 6 năm 1989 (86 tuổi) | Khomeyn, Markazi Province         |            | Không Đảng phái             | Lãnh đạo Cách mạng Iran 1979 và thành lập Cộng hòa Hồi giáo Iran  |
| 2      | 4/6/1989 – nay (35 năm, 349 ngày)      |           | Đại Giáo sĩ Sayyid Ali Khamenei سیدعلی خامنه‌ای        | 17 tháng 7, 1939                                   | Mashhad, Razavi Khorasan Province |            | Liên minh Giáo sĩ Chiến đấu | Trước đó là Tổng thống Iran từ 1981 tới 1989 khi Khomeini qua đời |